# 尼師今
尼師今(이사금或니사금)，亦作爾叱今、尼叱今(이질금)、齒叱今(치질금)、慈充(자충)或齒理(치리)，是新羅第3位至第16位君主的称号，意思是「牙齒留下的痕跡」。
根據《三國遺事》卷一：「言謂巫也。世人以巫事鬼神尚祭祀，故畏敬之，遂稱尊長者為慈充，或云尼師今，言謂齒理也。初南解王薨，子弩禮讓位於脫解。解云：“吾聞聖智人多齒。”乃試以餅噬之。古傳如此。或曰麻立干(立一作袖)金大問云：“麻立者，方言謂橛也。橛標准位而置，則王橛為主，臣橛列於下，因以名之。”史論曰：“新羅稱居西干、次次雄者一，尼師今者十六，麻立干者四。新羅末名儒崔致遠作《帝王年代曆》皆稱某王，不言居西干等，以其言鄙野不足稱之也。今記新羅事，具存方言亦宜矣。」
依照上述各種漢字表記，以及結合其釋義，可以推斷出「尼師今」一字中的「師」字其實是韓語中表示從屬關係的後綴，故實際發音應為「 itgeum」。

## 參看
- 居西干（거서간）
- 次次雄（차차웅）
- 麻立干（마립간）

## 外部連結
- 車錫燦. . （原始内容存档于2005-11-25） （韩语）.